# Joaquín Guillén
Joaquín Guillén (Alajuela, 12 gennaio 1968) è un ex calciatore costaricano, di ruolo centrocampista.